# Ornaattiran
De ornaattiran (Myiotriccus ornatus) is een zangvogel uit de familie Tyrannidae (tirannen).

## Verspreiding en leefgebied
Deze soort komt voor van Colombia tot Peru en telt vier ondersoorten:
- M. o. ornatus: centraal Colombia.
- M. o. stellatus: westelijk Colombia en westelijk Ecuador.
- M. o. phoenicurus: zuidoostelijk Colombia, oostelijk Ecuador en noordoostelijk Peru.
- M. o. aureiventris: zuidoostelijk Peru.

## Status
Op de lijst van de IUCN is deze soort gesplitst in twee soorten, M. ornatus en M. phoenicurus. De grootte van de populatie is niet gekwantificeerd maar de soort werd voor de split omschreven als vrij algemeen. Op de Rode lijst van de IUCN hebben beide soorten de status niet bedreigd.

## Externe link

Verspreidingskaart phoenicurus en aureiventris